# لورينت مونتويا
لورينت مونتويا (28 سبتمبر 1980 في ليون) (بالإنجليزية: Laurent Montoya)‏ لاعب كرة قدم فرنسي معتزل كان يجيد اللعب في خط الدفاع . عندما كان لاعبا في صفوف نادي لوفيرواز البلجيكي تم اتهامه بالتلاعب في نتائج المباريات برفقة زملائه واغنو إلوا ، ماريو إسبارتيرو ، وغونتر فان هاندينهوفين وبالتالي صدر قرار بتوقيفهم عن اللعب في الفترة من 2005 إلى 2007 مما اضطره إلى اعتزال لعب كرة القدم بشكل نهائي .

## وصلات خارجية
- لورينت مونتويا على موقع قاعدة بيانات كرة القدم.إي يو (الإنجليزية)